# 成安县
成安县位于中国河北省南部，是邯郸市下辖的一个县。县政府驻成安镇。
成安縣始建於春秋，得名於北齊。在千年歷史長河中始終承載着“成就成功，安康平安”之意流傳至今。

## 历史
西汉初为斥丘懿侯封地，不久改置斥丘县，属冀州魏郡。北齐天保年间（550年-559年）更名成安县，属司州清都尹。

## 人口
根據第七次人口普查數據，截至2020年11月1日零時，成安縣常住人口為401052人。

## 地理

### 气候
属暖温带大陆性季风气候，年均温13.1℃，年降水量529.9毫米。

## 行政区划
成安县下辖5个镇、4个乡：
成安镇、商城镇、漳河店镇、李家疃镇、北乡义镇、道东堡镇、辛义乡、柏寺营乡和长巷乡。